# Tropidolaemus
Tropidolaemus is een geslacht van slangen uit de familie adders (Viperidae) en de onderfamilie groefkopadders (Crotalinae).

## Naam en indeling
De wetenschappelijke naam van de groep werd voor het eerst voorgesteld door Johann Georg Wagler in 1830. De slangen werden eerder aan andere geslachten toegekend, zoals Trimeresurus, Trigonocephalus, Bothrops en Lachesis. Er zijn vijf soorten, inclusief de pas in 2007 beschreven soort Tropidolaemus laticinctus.

## Levenswijze
In tegenstelling tot de meeste groefkopadders zijn de soorten boombewonend en klimmen veel. Op het menu staan voornamelijk zoogdieren en vogels. De vrouwtjes zetten geen eieren af maar zijn eierlevendbarend, de jongen komen levend ter wereld.

## Verspreiding en habitat
De slangen komen voor in delen van Azië en leven in de landen Thailand, Maleisië, Singapore, Indonesië, de Filipijnen, Brunei en India, Wagler's lanspuntslang komt daarnaast mogelijk voor in Vietnam. De habitat bestaat uit vochtige tropische en subtropische bossen, zowel in laaglanden als in bergstreken, en tropische en subtropische mangroven en moerassen. Ook in door de mens aangepaste streken zoals plantages en landelijke tuinen kunnen de dieren worden aangetroffen.

## Beschermingsstatus
Door de internationale natuurbeschermingsorganisatie IUCN is aan twee soorten een beschermingsstatus toegewezen. De slangen worden beschouwd als 'veilig' (Least Concern of LC).

## Soorten
Het geslacht omvat de volgende soorten, met de auteur en het verspreidingsgebied.
| Naam                                           | Auteur                         | Verspreidingsgebied                                           |
| ---------------------------------------------- | ------------------------------ | ------------------------------------------------------------- |
| Tropidolaemus huttoni                          | Smith, 1949                    | India                                                         |
| Tropidolaemus laticinctus                      | Kuch, Gumprecht & Melaun, 2007 | Indonesië (Sulawesi)                                          |
| Tropidolaemus philippensis                     | Gray, 1842                     | Filipijnen (Mindanao)                                         |
| Tropidolaemus subannulatus                     | Gray, 1842                     | Brunei, Maleisië, Indonesië, Filipijnen                       |
| Wagler's lanspuntslang (Tropidolaemus wagleri) | Boie, 1827                     | Thailand, Maleisië, Singapore, Indonesië, mogelijk in Vietnam |